# Choeroniscus minor
Choeroniscus minor је врста слепог миша из породице љиљака-вампира (Phyllostomidae).

## Распрострањење
Ареал врсте покрива средњи број држава.
Врста има станиште у Бразилу, Венецуели, Колумбији, Перуу, Еквадору, Боливији, Суринаму, Гвајани и Француској Гвајани.

## Станиште
Станиште врсте су шуме до 1.300 метара надморске висине.

## Угроженост
Ова врста је наведена као последња брига, јер има широко распрострањење и честа је врста.